# Teofilius Matulionis
Teofilius Matulionis (ur. 4 lipca 1873 we wsi Kudoryszki (lit. Kudoriškis), zm. 20 sierpnia 1962 w Szadowie) – litewski biskup katolicki, biskup diecezjalny koszedarski w latach 1943–1962, arcybiskup ad personam, więzień łagrów sowieckich, błogosławiony Kościoła katolickiego.

## Życiorys
Urodził się 4 lipca 1873 we wsi Kudoryszki (Kudoriškis), w parafii Owanta (lit. Alanta), na Litwie. Po ukończeniu gimnazjum w Dyneburgu wstąpił do seminarium duchownego w Petersburgu, gdzie 17 marca 1900 roku przyjął święcenia kapłańskie z rąk bp. Antoniego Maleckiego. Pełnił posługę duszpasterską na Łotwie w parafiach w Warklanach (łot. Varakļāni) i Bykowie (łot. Bikava). W 1910 został mianowany wikariuszem parafii pw. św. Katarzyny w Petersburgu, organizował też tam parafię pw. Najświętszego Serca Pana Jezusa, której proboszczem został w 1918. 
W 1923, po procesie, w którym oskarżeni byli także m.in. abp Jan Cieplak i ks. prał. Konstanty Budkiewicz, został po raz pierwszy uwięziony przez bolszewików. Gdy przebywał w więzieniu, Pius XI mianował go 8 grudnia 1928 biskupem pomocniczym mohylewskim ze stolicą tytularną Matrega. Sakry udzielił mu potajemnie 9 lutego 1929 biskup Antoni Malecki. Jeszcze w tym samym roku został ponownie aresztowany i zesłany na 10 lat do gułagu na Wyspach Sołowieckich, był tam duszpasterzem wspólnoty 34 kapłanów więzionych w tym obozie. Po ujawnieniu tego faktu został przeniesiony do więzienia w Petersburgu, a następnie do obozu w miejscowości Ledianoje Pole (w rejonie jeziora Ładoga) do wykonywania najcięższych prac przy wyrębie lasu. W 1933 został ponownie przeniesiony do więzienia w Moskwie. Wydostał się na wolność w 1933 dzięki wymianie więźniów między Litwą a ZSSR. 
W 1934 odwiedził Rzym, 24 marca odbył audiencję u papieża Piusa XI, a 1 kwietnia brał udział w uroczystościach kanonizacji św. Jana Bosko. Na prośbę emigrantów litewskich udał się do Stanów Zjednoczonych, gdzie odwiedzał parafie, w których były wspólnoty litewskie (m.in. w Nowym Jorku, Bostonie, Cleveland, Sisters i Chicago). W 1936 podróżował do Egiptu, Ziemi Świętej i Polski. 
Po powrocie na Litwę został kapelanem sióstr benedyktynek i rektorem kościoła św. Mikołaja w Kownie, pełnił obowiązki oficjała archidiecezji kowieńskiej i Naczelnego Kapelana Wojsk Litewskich. 
Po zajęciu Litwy przez Armię Czerwoną w 1940, ponownie trafił do łagrów. Podczas okupacji hitlerowskiej ratował przed zagładą żydowskie dzieci. 
9 stycznia 1943 papież Pius XII mianował Teofiliusa Matulionisa biskupem ordynariuszem diecezji koszedarskiej. 
Po raz kolejny został aresztowany 18 grudnia 1946 za odmowę współpracy z władzami sowieckimi i wywieziony do więzienia we Włodzimierzu, a następnie w Mordowii. 
Ogółem z niemal 90 lat życia 25 spędził w sowieckich więzieniach, powrócił z nich na Litwę w 1956 w bardzo złym stanie zdrowia. Reżim komunistyczny nie pozwolił mu na powrót do Koszedar i objęcie rządów diecezją. Bp Matulionis zamieszkał w Birsztanach. W Boże Narodzenie 25 grudnia 1957 w swoim pokoju potajemnie konsekrował na biskupa księdza Vincentasa Sladkevičiusa, za co w nocy 17 października 1958 został wywieziony do Szadowa koło Radziwiliszek i tam przymusowo osiedlony. Był otoczony ścisłą kontrolą policyjną. 
9 lutego 1962 św. Jan XXIII mianował go arcybiskupem ad personam. Na początku sierpnia Teofilius Matulionis otrzymał zaproszenie do udziału w Soborze watykańskim II. 17 sierpnia w jego mieszkaniu dokonano przeszukania. Zmarł 20 sierpnia 1962 roku w Szadowie. Pochowano go 23 sierpnia w krypcie biskupiej w katedrze Przemienienia Pańskiego w Koszedarach.

## Proces beatyfikacyjny
W 1990 roku rozpoczęto diecezjalny etap jego procesu beatyfikacyjnego, który zakończył się w 2008 roku przekazaniem akt procesu do Kongregacji Spraw Kanonizacyjnych. 1 grudnia 2016 roku papież Franciszek upoważnił jej prefekta, kardynała Angelo Amato do promulgowania dekretu o uznaniu męczeństwa arcybiskupa. 
25 czerwca 2017 podczas uroczystej mszy na placu przy katedrze w Wilnie został, przez kard. Angelo Amato, ogłoszony błogosławionym i była to pierwsza beatyfikacja sługi Bożego na terenie Litwy.
Jego wspomnienie liturgiczne obchodzone jest 14 czerwca.

## Odznaczenia
Arcybiskupowi nadano pośmiertnie dwa litewskie odznaczenia:
- w 2003 – Krzyż Ratowania Ginących
- w 2006 – Wielki Krzyż Komandorski Orderu Krzyża Pogoni

## Miejsca związane z Teofiliusem Matulionisem
- Katedra Przemienienia Pańskiego w Koszedarach – krypta biskupia (Brazio 6A)
- Muzeum Sakralne w Birsztanach (w starej plebanii, gdzie mieszkał w latach 1956–1958, Birutės g. 10)
- Droga Siedmiu Boleści w Guronys „Przez Krzyż do gwiazd”